# Cal Blai
Cal Blai és una obra de la Figuera (Priorat) protegida com a Bé Cultural d'Interès Local.

## Descripció
Construcció entre mitgeres, fet de paredat i cobert amb teulada a dos vessants. En la façana s'obren la porta i una finestra a la planta baixa, dos balcons amb baranes de ferro i una finestra al primer pis, i tres més a les golfes. La porta, dovellada, presenta a la clau la data de 1854. Es pot considerar el de més qualitat dintre del carrer Major. És un dels pocs edificis que resten avui dia que formen part de l'antic traçat de la muralla.

## Història
L'actual edificació substituir, segurament, una construcció anterior de les que constituïen el clos del primitiu nucli de població, envoltat el turó central. No es coneixen dades històriques d'interès referents a la casa.